# Conjecture de Schanuel
En mathématiques, et plus précisément en théorie des nombres transcendants, la conjecture de Schanuel s'énonce ainsi :
Soit n un entier naturel et soient z1,...,zn des nombres complexes supposés linéairement indépendants sur le corps Q des nombres rationnels. Alors l'extension Q(z1,...,zn,exp(z1),...,exp(zn)) du corps Q a un degré de transcendance au moins égal à n.
Cet énoncé fut conjecturé par Stephen Hoel Schanuel (en) au début des années 1960. 

## Conséquences
Cette conjecture contient la plupart des énoncés de transcendance connus — comme le théorème de Lindemann-Weierstrass et le théorème de Baker (qui généralise celui de Gelfond-Schneider) — ou conjecturés (comme l'indépendance algébrique de π et e) concernant la fonction exponentielle.
Angus Macintyre et Alex Wilkie ont démontré que si la conjecture de Schanuel est vraie, alors la théorie du corps ordonné des réels avec exponentiation (en) est décidable,.